# Minuskuł 46
Minuskuł 46 (wedle numeracji Gregory–Aland) ε 1285 (Soden) – rękopis Nowego Testamentu z XIII wieku pisany minuskułą na pergaminie w języku greckim. Zawiera pozabiblijny materiał oraz marginalia. Przechowywany jest w Oksfordzie. Był wykorzystywany w dawnych wydaniach greckiego Nowego Testamentu.

## Opis rękopisu
Kodeks zawiera tekst czterech Ewangelii, na 342 pergaminowych kartach (18,5 na 12,5 cm), z jedną luką .
Tekst rękopisu pisany jest jedną kolumną na stronę, w 18 linijek na stronę. Inicjały zdobione są złotem. Atrament ma barwę brunatną, starotestamentowe cytaty są czasem oznaczane, przed każdą z Ewangelii umieszczone zostały portrety Ewangelistów. Zawiera list Euzebiusza do Karpiana.
Tekst Ewangelii dzielony jest według κεφαλαια (rozdziały), których numery umieszczono na marginesie. W górnym marginesie umieszczono τιτλοι (tytuły) do rozdziałów. Na marginesach umieszczono noty liturgiczne.

## Tekst
Grecki tekst Ewangelii reprezentuje bizantyjską tradycję tekstualną. Hermann von Soden zaliczył rękopis do rodziny tekstualnej Kx (standardowy tekst bizantyjski). Aland zaklasyfikował go do kategorii V (standardowy tekst bizantyjski).
Według metody wielokrotnych wariantów Claremont Profile Method reprezentuje rodzinę tekstualną Kx (standardowy tekst bizantyński) w dwóch rozdziałach Ewangelii Łukasza (1 i 20). Metodą tą nie badano rozdziału 10.

## Historia
Rękopis datowany jest w oparciu o paleograficzne przesłanki. Griesbach i Scholz datował go na XV wiek, Scrivener datował na XI wiek, Gregory datował na XIII wiek, Aland początkowo datował na XII wiek. INTF datuje na wiek XIII. Rękopis został sporządzony w Konstantynopolu.
John Mill wykorzystał go na potrzeby swego wydania (jako Codex Bodleianus II). Johann Jakob Wettstein wciągnął go na listę rękopisów Nowego Testamentu, nadał mu numer 46 i sporządził jego opis. Rękopis był badany przez Johna Milla, Wettsteina i Griesbacha. Nie jest wykorzystywany we współczesnych wydaniach greckiego Nowego Testamentu.
Rękopis przechowywany jest w Bibliotece Bodlejańskiej (Barocci 29) w Oksfordzie .